# Печище (Кировская область)
Печище — деревня в составе Немского района Кировской области. 

## География
Находится на расстоянии примерно 17 километров по прямой на север-северо-запад от районного центра поселка Нема.

## История
Деревня известна с 1722 года, когда в ней (на тот момент починок Печиша, вновь поселенный над Вомою рекою) было учтено 18 душ мужского пола, в 1773 году 99 жителей. В 1873 году учтено дворов 35 и жителей 238, в 1905 41 и 237, в 1926 44 и 224, в 1950 28 и 91 соответственно, в 1989 17 жителей. До 2021 года входила в  Архангельское сельское поселение Немского района, ныне непосредственно в составе Немского района.

## Население
Постоянное население  составляло 9 человек (русские 100%) в 2002 году, 5 в 2010.